# 瓦氏布瓊麗魚
瓦氏布瓊麗魚，為輻鰭魚綱鱸形目隆頭魚亞目慈鯛科的其中一種，分布於南美洲秘魯Huallaga河流域，體長可達8.3公分，棲息在沙石底質、水質清澈、流動快速的溪流，生活習性不明。

## 擴展閱讀
維基物種上的相關：瓦氏布瓊麗魚